# Emil Christiansen
Hans Carl Lauritz Emil Christiansen (7. maj 1843 i Odense – 26. november 1897 sammesteds) var en dansk guldsmed og politiker.
Han var søn af skolelærer og sogneforstander Peter Christiansen Hulvei (26. juni 1804 i Sønderborg – 8. juni 1879 i Odense) og dennes 2. hustru Henriette Caroline Petersen, datter af Peter Christian Steenwinkel Jørgensen og Anna Nielsdatter.
Fra 1892 til 1895 var han folketingsmand for Odense Amts 1. kreds (Odensekredsen) for Højre. Fællesrepræsentationen for dansk Industri og Haandværk anså Christiansen for sin repræsentant i Folketinget.
Han var gift med Laura Emilie Vilhelmine Spiess.